# Вільне (Болградський район)
Ві́льне (до 1945 року — Ісерлія) — село в Україні, у Тарутинській селищній громаді, Болградського району Одеської області. Населення становить 1341 осіб. Більшість населення села — болгари.

## Географія

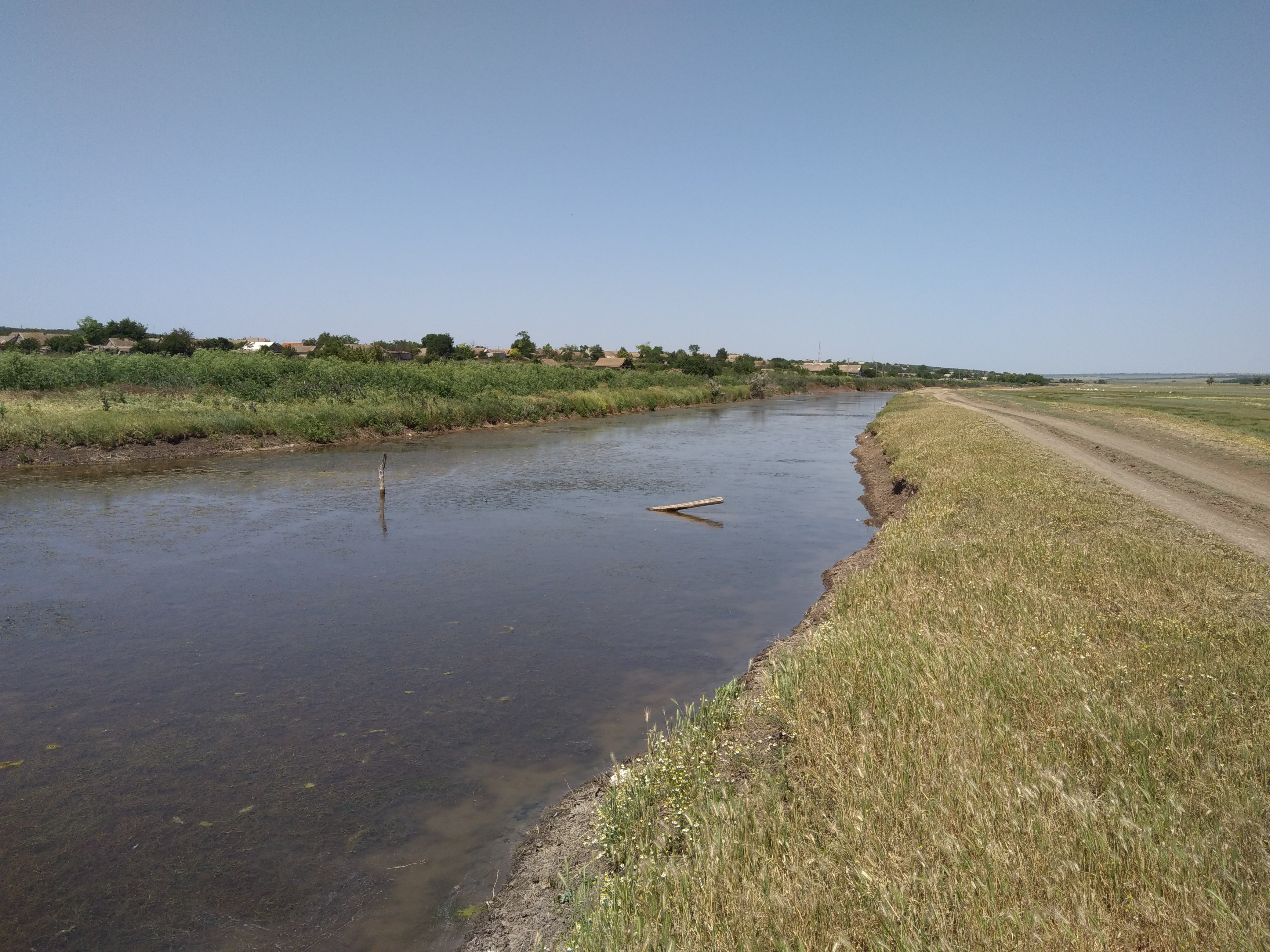
Річка Киргиж-Китай на краю села

Село розташоване на правому березі річки Киргиж-Китай, на південному заході району за 8 км від кордону з Молдовою. На південно-східній околиці села річка Ісерлія впадає у річку Киргиж- Китай.

## Населення
Згідно з переписом УРСР 1989 року чисельність наявного населення села становила 1825 осіб, з яких 868 чоловіків та 957 жінок.
За переписом населення України 2001 року в селі мешкали 1652 особи.

### Мова
Розподіл населення за рідною мовою за даними перепису 2001 року:
Розподіл населення за рідною мовою за даними перепису 2001 року:
| Мова       | Чисельність | Відсоток |
| ---------- | ----------- | -------- |
| болгарська | 1562        | 92,70%   |
| російська  | 45          | 2,67%    |
| українська | 27          | 1,60%    |
| румунська  | 22          | 1,31%    |
| гагаузька  | 21          | 1,24%    |
| вірменська | 3           | 0,18%    |
| циганська  | 1           | 0,06%    |
| інші       | 4           | 0,24%    |
| Усього     | 1685        | 100%     |

## Історія
Першими поселенцями на території села були переселенці з Болгарії, які оселилися тут у 1829 — 1831 роках.
За даними 1859 року у болгарській колонії Ісерлія Аккерманського повіту Бессарабської області мешкало 1043 особи (524 чоловічої статі та 519 — жіночої), налічувалось 141 дворове господарство, існував православний молитовний будинок.
Станом на 1886 рік у болгарській колонії Іваново-Болгарської волості мешкало 1636 осіб, налічувалось 227 дворових господарства, існували православна церква, школа, 3 лавки.
За переписом 1897 року кількість мешканців зросла до 2079 особи (1044 чоловічої статі та 1035 — жіночої), з яких 2059 — православної віри.
14 листопада 1945 року село Іссерлія Новоіванівського району було перейменовано на село Вільне а Іссерлійську сільську раду — на Вільнянську.
12 червня 2020 року, відповідно до Розпорядження Кабінету Міністрів України від № 724-р «Про визначення адміністративних центрів та затвердження територій територіальних громад Одеської області», увійшло до складу Тарутинської селищної територіальної громади.
19 липня 2020 року, в результаті адміністративно-територіальної реформи і ліквідації Тарутинського району, село увійшло до складу новоутвореного Болградського району.

## Економіка
Основні напрямки сільського господарства — виноградарство, скотарство, вирощування зернових і технічних культур.